# بريوم أفقي
بريوم أفقي (الاسم العلمي:Bryum horizontale) هي نوع من النباتات يتبع جنس البريوم من الفصيلة البريوية.